# Deuxième Livre de Baruch

Chronologie de l'Israël antique.

Pour les articles homonymes, voir Baruch.
Le Deuxième Livre de Baruch (abrégé 2 Baruch), ou Apocalypse syriaque de Baruch, est un écrit pseudépigraphe intertestamentaire, considéré comme apocryphe dans le judaïsme et la quasi-totalité des églises chrétiennes. Attribué à la figure biblique de Baruch ben Neria, compagnon du prophète Jérémie, il a été rédigé peu de temps après la destruction du Second Temple, en 70 de notre ère, qu'il met en perspective avec la destruction du Premier Temple et l'exil à Babylone de -587. Le texte complet n'est connu que dans une traduction ancienne en syriaque (d'un texte grec, lui-même traduit de l'araméen ou de l'hébreu).

## Écrit
L'Apocalypse de Baruch, écrit juif conservé en syriaque et composé après le Siège de Jérusalem (70) de notre ère, ainsi fait dialoguer le prophète et le peuple.
Commentaire selon saint Jean (Jn 16, 5-11) :
Où vas-tu ?

« Si vous préparez vos cœurs pour y ensemencer les fruits de la Loi, le Tout-Puissant vous protégera au temps où il ébranlera toute la création. Il ne faut donc pas que l'angoisse nous étreigne à ce point à la vue du fléau qui nous surprend aujourd'hui, non plus qu'à la perspective de celui qui doit venir. Plus redoutable que ces deux tribulations sera le combat, quand le Tout-Puissant renouvellera ses créatures. Et maintenant, ne vous approchez pas de moi pendant quelques jours ; ne venez pas me voir avant que je ne vienne à vous.

Et lorsque je leur eus dit toutes ces paroles, j'allai mon chemin, moi, Baruch. Lorsque le peuple me vit partir, tous élevèrent la voix et se lamentèrent en disant : « Où vas-tu, loin de nous, Baruch ? Nous quittes-tu, tel un père qui laisserait ses enfants orphelins et s'en séparerait ?  Si tu nous abandonnes, mieux vaut que nous périssions tous d'abord ; ensuite tu t'en iras loin de nous. »
Je répondis au peuple : « Loin de moi l'intention de vous abandonner ou de m'éloigner de vous. Je vais seulement jusqu'au Saint des Saints, afin de demander au tout-Puissant, en votre faveur et pour Sion, d'autres lumières. Après quoi, je reviendrai vers vous. » »

— Apocalypse de Baruch. Apocalypse syriaque de Baruch 32-34, trad. P. Bogaert, Paris, Cerf, 1969, Sources Chrétiennes 144, p. 484-485.